# Liste der Abgeordneten zum Vorarlberger Landtag (XXXI. Gesetzgebungsperiode)
- SPÖ: 4
- GRÜNE: 7
- NEOS: 3
- ÖVP: 17
- FPÖ: 5

- SPÖ: 3
- GRÜNE: 7
- NEOS: 3
- ÖVP: 17
- FPÖ: 5
- Fraktionslos: 1

Diese Liste der Abgeordneten zum Vorarlberger Landtag (XXXI. Gesetzgebungsperiode) listet die Abgeordneten zum Vorarlberger Landtag in der XXXI. Legislaturperiode (ab 2019) auf.

## Geschichte
Nach der Landtagswahl am 13. Oktober 2019 entfielen von den 36 Mandaten 17 auf die Österreichische Volkspartei (ÖVP), die damit ein Mandat gewann. Die Sozialdemokratische Partei Österreichs (SPÖ) konnte vier Mandate auf sich vereinigen, wobei sie gegenüber der Landtagswahl 2014 ebenfalls ein Mandat dazugewann. Die Freiheitliche Partei Österreichs (FPÖ) verlor vier Mandate. Die Grünen – Die Grüne Alternative (GRÜNE) gewann ein Mandat, ebenso wie NEOS – Das Neue Österreich und Liberales Forum (NEOS), die damit mit nunmehr drei Mandaten auch den Klubstatus erlangten und damit die Klubförderung.
Die konstituierende Sitzung des Landtags mit der Wahl und Angelobung der Landesregierung Wallner III fand am 6. November 2019 statt. Insgesamt zogen dabei 17 der 36 Abgeordneten neu in den Landtag ein. Am 30. Oktober 2019 wurden die beiden Landesräte Karlheinz Rüdisser und Christian Bernhard sowie 16 ausscheidende Abgeordnete vom Landtag verabschiedet. In der Landtagssitzung am 20. November 2019 wurde die Angelobung der Nachrücker für die Landesräte durchgeführt.
Am 29. November 2021 erklärte der bisherige Klubvorsitzende des SPÖ-Landtagsklubs, Thomas Hopfner, nach parteiinternen Streitigkeiten und einer verlorenen Wahl zum SPÖ-Landesparteivorsitzenden im Oktober seinen Rücktritt als SPÖ-Klubobmann, den Austritt aus der SPÖ und damit verbunden auch aus dem SPÖ-Landtagsklub. Er wurde damit fraktionsloser Abgeordneter im Vorarlberger Landtag und die SPÖ-Landtagsfraktion verkleinerte sich auf drei Mandatare.

## Funktionen

### Landtagspräsidenten
Als Landtagspräsident wurde in der konstituierenden Landtagssitzung am 6. November 2019 der bisherige Amtsinhaber Harald Sonderegger (ÖVP), als 1. Vizepräsidentin Monika Vonier (ÖVP) und als 2. Vizepräsidentin Sandra Schoch (Grüne) vom Landtag gewählt.

### Klubobleute
Zum Klubobmann der Grünen wurde zunächst Daniel Zadra als Nachfolger von Adi Gross gewählt, zu seiner Stellvertreterin Eva Hammerer. Nachdem Zadra im März 2022 in Nachfolge von Johannes Rauch zum neuen Landesrat gewählt worden und sein Landtagsmandat in der Folge zurückgelegt hatte, wurde Eva Hammerer Klubobfrau der Grünen.
Clubvorsitzender des SPÖ-Landtagsclubs wurde zunächst der neue Parteichef Martin Staudinger, der hierbei den bisherigen Clubobmann und ehemaligen Parteichef Michael Ritsch beerbte. Nachdem Staudinger bei der Bürgermeisterwahl 2020 in Hard zum Bürgermeister gewählt worden war, verzichtete dieser auf das Amt des Clubvorsitzenden zugunsten des neuen Abgeordneten Thomas Hopfner, der mit 28. September 2020 den SPÖ-Klubvorsitz übernahm.  Hopfner wiederum trat am 29. November 2021 nach parteiinternen Streitigkeiten von der Funktion des Clubvorsitzenden zurück und aus der SPÖ aus.
Christof Bitschi übernahm den Posten des FPÖ-Klubobmanns von Daniel Allgäuer, der Stellvertreter wurde. Klubobmann der ÖVP blieb wie bereits in der vorhergehenden Legislaturperiode Roland Frühstück, Klubobfrau des neu gegründeten NEOS-Landtagsklubs wurde die bisherige Fraktionsvorsitzende Sabine Scheffknecht. Ende Juni 2023 wurde das Ausscheiden von Scheffknecht aus dem Landtag bekannt, als Klubobmann folgte ihr Johannes Gasser nach.

### Bundesräte
Dem Vorarlberger Landtag steht es zu, drei Vertreter in den Bundesrat nach Wien zu entsenden. Ein Bundesrat-Mandat wanderte infolge des Wahlergebnisses von der FPÖ zu den Grünen, während die ÖVP ihre beiden Bundesrat-Mandate in Vorarlberg halten konnte. Martina Ess, bisher von der ÖVP Vorarlberg nominiertes Mitglied des Bundesrats, kündigte nach der Landtagswahl an, nicht erneut als Bundesratsmitglied zur Verfügung zu stehen. Als ihre Nachfolgerin wurde von der Vorarlberger Volkspartei in der Folge Heike Eder nominiert. Die ÖVP nominierte außerdem Magnus Brunner, die Grünen Adi Gross.

### Landtagsabgeordnete
| Bild | Name                       | Fraktion | Fraktion                   | Wahlkreis               | Anmerkungen |
| ---- | -------------------------- | -------- | -------------------------- | ----------------------- | --- |
|      | Allgäuer Daniel            |          | FPÖ                        | Landeswahlvorschlag     | Klubobmann-Stellvertreter |
|      | Andexlinger Susanne        |          | ÖVP                        | Dornbirn                | [ 5 ] |
|      | Auer Manuela               |          | SPÖ                        | Landeswahlvorschlag     | [ 24 ] |
|      | Aydın Vahide               |          | Die Grünen                 | Landeswahlvorschlag     | [ 14 ] |
|      | Bitschi Christof           |          | FPÖ                        | Bludenz                 | Klubobmann |
|      | Bösch-Vetter Christine     |          | Die Grünen                 | Dornbirn                | am 6. April 2022 als Nachrückerin für Daniel Zadra angelobt |
|      | Ender Clemens              |          | ÖVP                        | Feldkirch               | am 20. November 2019 als Nachrücker für Markus Wallner angelobt |
|      | Feuerstein Bernhard        |          | ÖVP                        | Bregenz                 | |
|      | Feurstein-Hosp Nicole      |          | FPÖ                        | Dornbirn                | am 7. Oktober 2020 als Nachrückerin für Dieter Egger angelobt; Name bis 2023: Nicole Hosp |
|      | Frühstück Roland           |          | ÖVP                        | Bregenz                 | Klubobmann |
|      | Graf Gabriele              |          | ÖVP                        | Feldkirch               | am 20. November 2019 als Nachrückerin für Barbara Schöbi-Fink angelobt |
|      | Gasser Johannes            |          | NEOS                       | Bregenz                 | [ 5 ] |
|      | Hammerer Eva               |          | Die Grünen                 | Bregenz                 | ab 9. März 2022 Klubobfrau, zuvor Klubobmann-Stellvertreterin, |
|      | Hopfner Thomas             |          | Fraktionslos (ehemals SPÖ) | Landeswahlvorschlag SPÖ | ab 18. November 2020 als Nachrücker für Michael Ritsch, von 18. November 2020 bis 29. November 2021 Klubobmann der SPÖ; Rücktritt als Klubobmann und Austritt aus Partei und Klub am 29. November 2021, seitdem fraktionsloser Abgeordneter |
|      | Hörburger Christina        |          | ÖVP                        | Bregenz                 | Name bis 2023: Christina Metzler |
|      | Kasper Nadine              |          | Die Grünen                 | Landeswahlvorschlag     | [ 5 ] |
|      | Kerbleder Andrea           |          | FPÖ                        | Feldkirch               | [ 23 ] [ 4 ] |
|      | Kinz Hubert                |          | FPÖ                        | Bregenz                 | [ 23 ] [ 4 ] |
|      | Lackner Fabienne           |          | NEOS                       | Feldkirch               | am 4. Oktober 2023 als Nachrückerin für Sabine Scheffknecht angelobt |
|      | Marte Veronika             |          | ÖVP                        | Bregenz                 | |
|      | Mayr Steve                 |          | ÖVP                        | Feldkirch               | |
|      | Metzler Christoph          |          | Die Grünen                 | Feldkirch               | [ 14 ] |
|      | Schoch Sandra              |          | Die Grünen                 | Bregenz                 | Klubobmann-Stellvertreterin, 2. Landtagsvizepräsidentin |
|      | Schuster-Burda Heidi       |          | ÖVP                        | Bregenz                 | am 20. November 2019 als Nachrückerin für Martina Rüscher angelobt |
|      | Schwarzmann Andrea         |          | ÖVP                        | Bludenz                 | [ 5 ] |
|      | Sonderegger Harald         |          | ÖVP                        | Feldkirch               | Landtagspräsident |
|      | Staudinger Martin          |          | SPÖ                        | Bregenz                 | Klubobmann der SPÖ bis 28. September 2020 |
|      | Thoma Christoph            |          | ÖVP                        | Landeswahlvorschlag     | [ 5 ] |
|      | Thür Garry (Gerfried Thür) |          | NEOS                       | Landeswahlvorschlag     | [ 5 ] [ 1 ] |
|      | Vonier Monika              |          | ÖVP                        | Bludenz                 | 1. Landtagsvizepräsidentin |
|      | Weber Bernhard             |          | Die Grünen                 | Feldkirch               | [ 5 ] |
|      | Wichtl Raphael             |          | ÖVP                        | Landeswahlvorschlag     | [ 2 ] |
|      | Wiedl Patrick              |          | ÖVP                        | Dornbirn                | |
|      | Winsauer Thomas            |          | ÖVP                        | Dornbirn                | |
|      | Witwer Harald              |          | ÖVP                        | Bludenz                 | am 20. November 2019 als Nachrücker für Christian Gantner angelobt |
|      | Zimmermann Elke            |          | SPÖ                        | Landeswahlvorschlag     | [ 5 ] [ 24 ] |

## Ausgeschiedene Abgeordnete
| Bild | Name                | Fraktion | Fraktion   | Wahlkreis           | Anmerkungen |
| ---- | ------------------- | -------- | ---------- | ------------------- | --- |
|      | Egger Dieter        |          | FPÖ        | Dornbirn            | bis zum 7. Oktober 2020, Nachrückerin Nicole Hosp                                                                                        |
|      | Gantner Christian   |          | ÖVP        | Bludenz             | am 6. November 2019 nach Wahl in die Landesregierung ausgeschieden, Nachfolger Harald Witwer                                             |
|      | Ritsch Michael      |          | SPÖ        | Landeswahlvorschlag | bis zum 7. Oktober 2020, Nachrücker Thomas Hopfner                                                                                       |
|      | Rüscher Martina     |          | ÖVP        | Bregenz             | am 6. November 2019 nach Wahl in die Landesregierung ausgeschieden, Nachfolgerin Heidi Schuster-Burda                                    |
|      | Scheffknecht Sabine |          | NEOS       | Feldkirch           | bis 2023, Nachfolgerin Fabienne Lackner                                                                                                  |
|      | Schöbi-Fink Barbara |          | ÖVP        | Feldkirch           | am 6. November 2019 nach Wahl in die Landesregierung ausgeschieden, Nachfolgerin Gabriele Graf                                           |
|      | Wallner Markus      |          | ÖVP        | Feldkirch           | am 6. November 2019 nach Wahl in die Landesregierung ausgeschieden, Nachfolger Clemens Ender                                             |
|      | Zadra Daniel        |          | Die Grünen | Dornbirn            | bis 9. März 2022 (Wahl als Landesrat in die Landesregierung; Nachfolgerin: Christine Bösch-Vetter), bis dahin auch Klubobmann der Grünen |